# Малик Шах I
Джалал ад-Давлах Малик Шах I е селджукски султан на Велики Селджук, управлявал през периода 1072 – 1092 г. Син на наричания Героичния лъв Алп Арслан. След победата при Манцикерт Малик шах продължава делото на баща си и разширява владенията си в Мала Азия и Близкия изток с няколко успешни военни кампании срещу Византия и Фатимидския халифат. Запомнен е и със заслугите си по въвеждането на иранския календар в тюркската държава.
След битката при Манцикерт от Велики Селджук се отделя Иконийският султанат, който на свой ред се разпада на отделни емирства (вж малоазийски бейлици).